# Progresivni rock
Progresivni rock (često skraćen u "prog rock" ili jednostavno "prog") je stil rock glazbe koji je započeo u Europi kasnih šezdesetih i ranih sedamdesetih godina 20. stoljeća. Iako se vrlo često i art rock koristi kao sinonim za ovaj žanr, postoje određene razlike između art rocka i progresivnog rocka.
Bendovi progresivnog rocka su pomicali tehničke i kompozicijske granice rock žanra napuštajući tradicionalne i popularne strukture pjesama, i korištenjem elemenata jazza, klasične glazbe i elektronske glazbe. 
Progresivni rock se razvio iz psihodeličnog rocka kasnih šezdesetih godina 20. stoljeća, kao nastavak tendencije korištenja inspiracije iz raznih drugih žanrova glazbe. Predstavnici žanra su Yes, Pink Floyd, Genesis, King Crimson, Jethro Tull.

## Značajke
- Duge kompozicije (ponekad i preko 20 minuta)
  - Primjeri: Rush - "2112" (20 minuta), Jethro Tull - "A Passion Play" (45 minuta), Dream Theater - "Six Degrees of Inner Turbulence" (42 minute), itd.
- Neobične melodije i harmonije
- Konceptualni albumi (jedna tema se istražuje i razvija kroz cijeli album)
- Uporaba neobičnih instrumenata za rock glazbu (npr. flauta, udaraljke iz raznih krajeva svijeta i sl.)
- Neobične ritmičke figure i ritmički zapisi
  - Primjer: King Crimson - "Thela Hun Ginjeet" (jedan dio benda svira u 4/4 mjeri, dok drugi sviraju u 7/8 mjeri)
- Solo dionice za svaki mogući instrument (bubnjevi, bas-gitara, čak i vokali)
- Citati i interpretacije klasičnih djela
  - Primjeri: ELP - "Pictures at an Exhibition" (original: M. Musorgski), ELP - "Barbarian" (sadrži dijelove djela "Allegro Barbaro" B. Bartoka), Jethro Tull - "Bouree" (original: J. S. Bach)